# Where the Red Fern Grows (livro)
Where the Red Fern Grows (em tradução livre "onde a samambaia vermelha cresce") é um livro infantil de 1961 escrito por Wilson Rawls, sobre um menino que compra e treina dois cães de caça da raça Redbone Coonhound.

## Resumo do enredo
O livro conta a história Billy Colman, que quando adulto, vivendo na cidade, resgata um cão ferido para cuidar e lembra da sua infância quando vivia no meio rural com sua família nos montes Ozark de Oklahoma e desejava possuir cães de caça ao guaxinim. Ele relata toda a experiência que passou para realizar o desejo, tendo que trabalhar para conseguir comprar os cães de caça com o ajuda do avô, a dificuldade para buscar os cães encomendados na cidade, o processo de treinamento, o resultado, o aprendizado e as fatalidades desta jornada, e a participação em um grande campeonato de caça ao guaxinim.

## Filmes
O romance foi adaptado no filme de 1974 estrelado por Stewart Petersen, James Whitmore, Beverly Garland e Jack Ging. Seguiu-se uma sequência em 1992, estrelada por Wilford Brimley, Chad McQueen, Lisa Whelchel e Karen Carlson . Um reboot estreou em 2003 estrelando Joseph Ashton, Dabney Coleman, Ned Beatty e Dave Matthews.

## Recepção
Embora as vendas do romance tenham começado lentamente, em 1974 mais de 90 mil cópias haviam sido vendidas. Hoje, Where the Red Fern Grows é leitura obrigatória em muitas escolas americanas. Em 2001, a Publishers Weekly estimou que havia vendido 6.754.308 de cópias.
Há uma estátua de Billy e seus cães na Biblioteca Pública de Idaho Falls.